# Stor-Abborrtjärnen (Föllinge socken, Jämtland, 705649-142955)
Stor-Abborrtjärnen är en sjö i Krokoms kommun i Jämtland och ingår i Indalsälvens huvudavrinningsområde.